# Trachea aqualani
Trachea aqualani är en fjärilsart som beskrevs av Embrik Strand 1921. Trachea aqualani ingår i släktet Trachea och familjen nattflyn. Inga underarter finns listade i Catalogue of Life.